# Christian Ramus (biskop)
 Der er flere personer med dette navn, se Christian Ramus.
Christian Ramus (februar 1687 (eller 1688) i Trondheim - 14. december 1762) var en dansk biskop i Fyens Stift med hjemsted i Sankt Knuds Kirke i Odense . Faren, Melchior Ramus, var lektor theol.
Ramus blev student fra Trondheim 1707 og studerede først medicin, men af økonomiske grunde valgte han senere det teologiske studium og tog sin embedseksamen 1710. Allerede 1711 under pesten fik han gejstlig ansættelse i København, førend han endnu havde nået den alder, loven kræver, først som hjælpepræst ved Garnisons Kirke, hvor sognepræsten var bortrejst af frygt for sygdommen, og dernæst som kapellan ved Holmens Kirke, hvor hans formand var død af samme sygdom. 1720 blev han meddirektør ved de fattiges væsen, 1728 præst i Vordingborg, provst over Baarse Herred og Konsistorialassessor. 1730 kaldtes han atter tilbage til hovedstaden som præst for Helliggejstes menighed, der efter branden 1728 holdt sin gudstjeneste i Holmens Kirke, og efter at han igen var indtrådt i bestyrelsen for fattigvæsenet, gjorde han sig fortjent ved at arbejde på at afhjælpe den store nød, der var fremkaldt ved branden, ligesom han også søgte at fremme Almueundervisningen igennem en udvidet Katekisation. 18. januar 1732 udnævntes han til biskop over Fyens Stift.
Ramus var ikke pietist, men de filantropiske bestræbelser, der udgik fra pietismen, støttede han fuldt ud. I Odense bar han særlig omhu for skole- og hospitalsvæsenet. Han øgede deres midler og udvidede deres virksomhed, og igennem en udstrakt godgørenhed satte han sig et smukt minde. I sine sidste år led han af stær og var en tid lang ganske blind, indtil han ved en heldig operation genvandt synet på det ene øje. Han døde 14. december 1762, kort efter at han havde fået sin søn Jacob udnævnt til vicebiskop. Han ægtede første gang (1712) Magdalene Cathrine Gosbruch (død 1713), en københavnsk bryggerdatter; anden gang (1713) Elisabeth Holst (død 1730), datter af tøjhusskriver Jac. Nielsen; tredje gang (1735) Sophie Seidelin (død 1741), datter af konferensråd Hans Seidelin og enke efter præsten I. Brinck.